# Västindisk näbbfisk
Västindisk näbbfisk (Prognathodes aculeatus) är en fiskart som först beskrevs av Poey, 1860.  Västindisk näbbfisk ingår i släktet Prognathodes och familjen Chaetodontidae. IUCN kategoriserar arten globalt som livskraftig. Inga underarter finns listade i Catalogue of Life.

## Bildgalleri

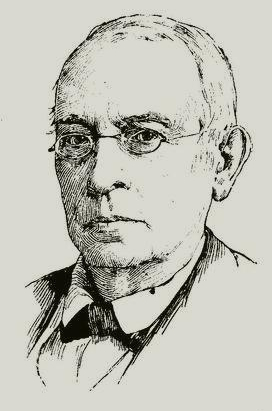